# Френк Джуліан Спрейг
Френк Джуліан Спрейг (англ. Frank Julian Sprague; 25 липня 1857 — 25 жовтня 1934) — морський офіцер і винахідник, який зробив значний внесок у розвиток електродвигунів, електричного рейкового транспорту та ліфтів. Особливий вклад він вніс в розвиток міського електричного транспорту міст, що швидко зростали наприкінці 19 століття, і створення ліфтів для хмарочосів. Він прославився як «Батько електричної тяги» і перша людина у світі, що створив поїзд з керуванням за системою багатьох одиниць на залізничному транспорті.

## Біографія

### Дитинство і освіта
Френк Джуліан Спрейг народився 25 липня 1857 року в Мілфорд (штат Коннектикут) в сім'ї Девіда (David Cummings Sprague) і Френсіс (Julia King Sprague) Спрейгів. У школі мав особливі успіхи з математики. У 1874 вступив до Військово-морської Академії США в місті Аннаполіс (штат Меріленд), яку закінчив у 1878 році, ставши 7-м по успішності в класі з 36 учнів.

### Винахідник ВМС США
Після академії почав служити в військово-морських силах США у званні мічмана. Службу почав на кораблі «Річмонд», потім продовжив службу на кораблі «Миннесота». 1881 року, коли його корабель стояв у Ньюпорті, Спрейг винайшов інверсійний тип динамо-машини. Потім він перейшов служити на флагман європейської ескадри Ланкастер, на якому встановив першу у військово-морських силах США систему електричного дзвінка для виклику екіпажа з різних відсіків корабля. Спрейг узяв відпустку, щоб бути присутнім у Парижі на електричній виставці в 1881 році та в 1882 році в Лондоні на виставці у Кришталевому палаці, де він був членом журі по преміях у галузі газових двигунів, генераторів та ламп.

### Робота в електротехнічній промисловості
У 1883 році Эдвард Х. Джонсон, діловий партнер Томаса Едісона, переконав Спрейга піти у відставку і почати працювати на Едісона.
Спрейг став працювати в лабораторії Едісона в Менло-Парк у штаті Нью-Джерсі. До його приходу Едісон проводив багато дорогих експериментів методом проб і помилок. Підхід Спрейга полягав в тому, щоб використати розрахунки і математично оптимальні параметри і таким чином уникнути багатьох непотрібних експериментів. Він зробив багато важливої для Едісона роботи, у тому числі поліпшив балансування розподільних ланцюгів центральних електростанцій Едісона, розробивши математичну модель розподілу електроенергії. 1884 року він пішов від Едісона і заснував Sprague Electric Railway & Motor Company, яка першою почала виробництво промислових електромоторів.
На момент 1886 року компанія Спрейга зробила два важливі винаходи:
- Працюючий з постійною швидкістю не іскристий двигун зі щітками. Вперше був винайдений двигун який підтримував постійну швидкість під змінним навантаженням.
- Рекуперативне гальмування. Метод гальмування за рахунок перетворення кінетичної енергії в електричну (при гальмуванні двигун працює як генератор) і віддачі її в електричну мережу. Його регенеративна гальмівна система зіграла важливу роль в розвитку електропоїздів та електричних ліфтів.

### Трамвай

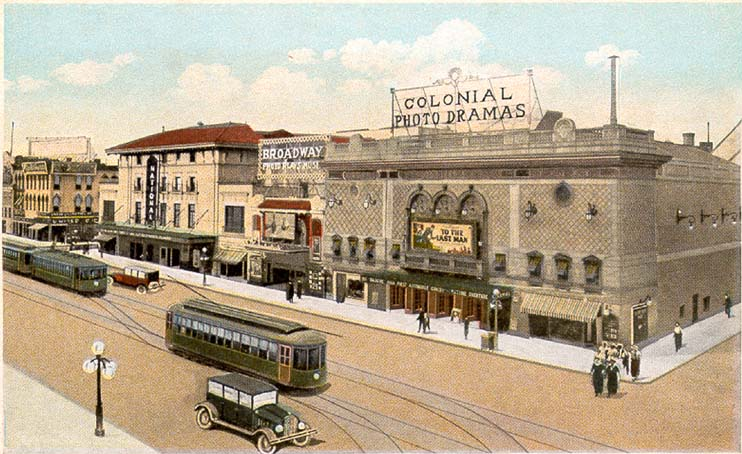
Поштова листівка 1923 роки із зображенням трамваю в Ричмонді, штат Вірджинія, де Спрейг успішно продемонстрував свою нову систему в 1888 році

Спрейг удосконалив струмоприймач трамваю, який винайшов в 1885 році Чарлз Джозеф Ван Діполь, зробивши його надійним і безпечним. Трамвай набув свій сучасний вигляд із струмознімачем на даху. Довів практичність системи рекуперативного гальмування. Після тестування свого трамваю наприкінці 1887 і на початку 1888 року створив першу успішну велику електричну трамвайну систему протяжністю 12 миль, яка почала працювати 2 лютого 1888 року в Ричмонде штат Вірджинія.

### Система багатьох одиниць
У 1887 році на естакадній залізниці Чикаго Спрейг уперше у світовій практиці створив електропоїзд, керований за системою багатьох одиниць. Після цього успіху швидко отримав контракти в Брукліні та Бостоні.
Технічно значно складніше завдання створення поїзду з управлінням за системою багатьох одиниць на безрейковому транспорті було вирішене тільки через 79 років київським винахідником Володимиром Пилиповичем Векличем, коли в 1966 році він створив перший у світі тролейбусний поїзд. Поїзда, керовані за системою багатьох одиниць, успішно експлуатуються і нині. Впродовж подальших двох років компанія Спрейга виконала контракти на сто десять трамвайних систем у великих і малих містах по усій території Сполучених Штатів, Італії та Німеччині, а також для метро Нью-Йорка. 1890 року його компанія була поглинена Edison General Electric.

### Електричні ліфти
У 1892 році Спрейг заснував Sprague Electric Elevator Company. Спільно з Чарльзом Праттом (Charles R. Pratt) він розробив електричний ліфт Спрейга-Пратта. Їх ліфт відрізнявся більшою швидкістю і вантажопідйомністю, ніж гідравлічні або парові ліфти. Sprague Electric Elevator Company встановила 584 ліфтів в усьому світі. 1895 року Спрейг продав свою компанію, і вона стала частиною Otis Elevator Company.

### Родина
Спрейг був одружений двічі — на Мері Кітінг і Харієт Чапман Джонс. У нього були три сини і дочка.

### Смерть
Помер 25 жовтня 1934 року. Похований на Арлінгтонському національному цвинтарі.

## Нагороди
- Медаль Елліота Крессона (1903)
- медаль Едісона (1910)
- медаль Франкліна (1921)
- медаль Джона Фрица (1935)